# Tachina plumbea
Tachina plumbea är en tvåvingeart som beskrevs av Stephens 1829. Tachina plumbea ingår i släktet Tachina och familjen parasitflugor. Inga underarter finns listade i Catalogue of Life.